# 古武弥四郎
古武 弥四郎（こたけ やしろう、1879年7月12日 - 1968年5月30日）は、岡山県出身の生化学、医化学者。

## 人物
旧大阪府立高等医学校卒業後、京都帝国大学荒木寅三郎の門下となる。のち大阪帝国大学医学部教授。退官後県立和歌山県立医科大学の設立に参画、同学長。帝国学士院賞。文化功労者。勲二等旭日重光章。アミノ酸、特にトリプトファンの中間代謝の研究で知られる。和歌山県立理科短期大学（1955年廃止）の学長にも就任した。

## 研究業績
以下の記述は古武弥四郎が昭和37－38年に邑久町医師会誌「この道」に発表した記事が基になっている。
古武弥四郎の研究経歴を見ると1910年（明治43年）から2年間のドイツ留学が一大転機となったことが分かる。当時のドイツはウィルヘルム2世の統治下にあるドイツ帝国で、弥四郎が滞在したケーニッヒスベルクはその東端のバルト海沿岸の町であった。
ケーニッヒスベルクは『純粋理性批判』で知られる哲学者イマヌエル・カントが生まれ育ち、亡くなるまでほぼ離れなかった町である。カントはこの町では「歩く時計」として有名で、定刻にきまった場所を歩くところを見てまちの人々は時計を合わせたという。弥四郎もまた時計の奴隷と思われるぐらい時間を守る人であったが、カントに倣ったのかどうかは分からない。ケーニヒスベルク大学ではマックス・ヤッフェ教授の教室にはいったが、これは荒木寅三郎の紹介であった。恩師荒木寅三郎とヤッフェはホッペーザイレルの同門である。
実験研究はおもにエリンゲル、クノープ両博士と行った様子である。その頃のドイツ生理化学会誌 (Zeitschrift fur Physiologishe Chemie) には弥四郎が同教室で行ったチロシンの中間代謝に関する一連の論文がみえる。当時のドイツは合成および分析有機化学の勃興、最盛期にあり、アドルフ・ヴィンダウス、ハインリッヒ・ヴィーラント、リヒャルト・ヴィルシュテッター（ドイツでは3W, ドライヴェーと呼ばれる）といった化学史上に名を残した人たちが活躍していた。その分析的実験手法が弥四郎のドイツでの研究に影響したことは想像に難くない。
当時の典型的な代謝実験はヒトあるいは動物にグラム単位の大量のアミノ酸を投与し、その尿を収集して、濃縮、抽出、成分の結晶化というものであった。当時分光学はほとんど存在せず、同定は官能基の呈色テスト、旋光能、融点、元素分析といったものであった。ドイツから持ち帰った微量天秤や旋光計がもっとも強力な実験器具であった。ドイツでの実験手法が弥四郎の以後の研究方法の基礎となり、動物モデルや投与物質を変えながら進められていくことになる。
帰朝して1918年には松岡全二とともにチロシンの中間代謝の研究をアメリカ生化学会誌 (Journal of Biological Chemistry) 上で発表している。また1934–35年にはアメリカ化学会発行の Annual Review of Biochemistry に総説を執筆していることからも、アミノ酸代謝の研究では世界的に著名になっていたことが分かる。当時日本の多くの大学の研究は国際的レベルに達しておらず、日本語の国内誌あるいは紀要などに発表することが多く外国の雑誌に論文を発表できる研究者は少なかったのである。
1925年頃には松岡全二、吉松信宝（のち大阪大学医学部教授、奈良県立医科大学学長、産婦人科学）らの協力を得て、ライフワークとなったL-トリプトファンの中間代謝の研究を開始する。初めは犬、後には家兎を用い大量のトリプトファン（これを準備するのも大仕事である）を経口または皮下投与し、その尿から代謝物キヌレニン（独：Kynurenin）らしきものを単離した。キヌとユレはそれぞれラテン語系の犬、尿に相当することばである。しかしこの実験は再現性が悪く本格的なキヌレニンの研究は1931年のホッペザイレル生理化学誌 (Hoppe-Seylers Zeitschrift fur Physiologische Chemie) 上の古武、岩尾の論文発表まで待たねばならなかった。
キヌレニンはトリプトファンを構成するインドール環が開環した構造をもっているが、この構造に行き着くまでの葛藤は容易に想像できる。なぜなら当時の生化学の常識からすれば酵素がこのような過激な開環反応を行うということは考えられないことであったからである。最初発表されたキヌレニンの構造には誤りがあり、これは結晶水を見落としたためといわれている。のちになってドイツ・テュービンゲン大学、マックスプランク研究所のノーベル化学賞受賞者（1935年、受賞辞退）アドルフ・ブーテナントはキヌレニンが昆虫の眼の色素の前駆体であることを発見し、来日の折には和歌山医科大学まで出向いて弥四郎に敬意を表した。ブーテナントはフェロモンのような微量生理活性物質研究の巨星であり、実験手法は弥四郎と共通するものがあった。つまり、大量の尿や昆虫から微量のホルモンを単離するというような仕事である。
弥四郎はこの開環反応を行う酵素をトリプトファンピロカテカーゼと名付けたが、単離はできなかった。これらトリプトファンの中間代謝の一連の研究は当時超一流の生理学の国際雑誌であったホッペザイレル生理化学誌に発表された。約20年後、早石修はこれが酸素添加酵素の一種であることを発見し、インドールオキシゲネースと再命名した。早石は当時ようやくアメリカで入手可能となった酸素の安定同位体 (O－18) と質量分析計を駆使してこの先駆的研究を行った。オキシゲネースは酸素分子を環に直接挿入できるという当時の常識からみれば驚異的な酵素であった。キヌレニンは生体内でさらにキヌレン酸（犬尿酸）などをへてアントラニル酸にまで酸化される。このような研究は市原硬をはじめとする門下生によって推し進められた。市原はのち生化学教室の弥四郎の後任教授となり学士院賞を受賞した。
古武弥四郎の研究を現在の時点でみてみると、生体酸化ストレスの研究の端緒であったということができる。もちろん当時は、呼吸によって取り入れられた酸素が生体エネルギーを発生させるばかりでなく、副次的な代謝経路を通してフリーラジカルを発生しそれが酵素の発現を誘導し、さらに生体組織を傷害し疾患の原因となるなどということは思いもよらぬことであった。弥四郎が初代教授であった大阪帝国大学医学部生化学教室は弥四郎の去ったあと、市原硬、早石修、山野俊雄、谷口直之という著名な研究者に受け継がれた。

## 略歴
- 1879年（明治12年）7月12日 岡山県邑久郡本庄村尾の村（本庄村大字本庄字尾の村、邑久町本庄尾の村を経て、現・瀬戸内市）に生まれる。父弥津治、母美喜。
- 1891年（明治24年） 邑久郡衣笠小学校（のち明徳小学校、邑久小学校に統合）卒業
- 1894年（明治27年） 邑久高等小学校（現邑久中学校）卒業
- 1896年（明治29年） 岡山尋常中学（現朝日高校）2年終了後中退、大阪東雲学校入学
- 1897年（明治30年） 大阪府立高等医学校入学
- 1902年（明治35年） 大阪府立高等医学校卒業、京都帝国大学医化学教室入室
- 1908年（明治41年） 大阪府立高等医学校教諭
- 1909年（明治42年） ドイツ・ケーニヒスベルク大学（現ロシア・カリーニングラード）留学
- 1911年（明治44年） ドイツより帰朝
- 1913年（大正2年） 医学博士
- 1917年（大正6年） アメリカ・ジョンズ・ホプキンズ大学留学
- 1918年（大正7年） アメリカより帰朝
- 1919年（大正8年） 大阪医科大学の発足に伴い同大教授
- 1931年（昭和6年） 大阪帝国大学の発足に伴い同大教授
- 1932年（昭和7年） ドイツハレ市カイゼルレオポルド学士院会員
- 1933年（昭和8年） 帝国学士院賞受賞
- 1934年（昭和9年） 大阪帝国大学付属微生物病研究所初代所長
- 1937年（昭和12年） 大阪帝国大学医学部長
- 1939年（昭和14年） 学術研究会議員
- 1940年（昭和15年） 大阪帝国大学退官、同名誉教授
- 1942年（昭和17年） 和歌山高等医学専門学校初代校長
- 1948年（昭和23年） 和歌山県立医科大学初代学長
- 1949年（昭和24年） 日本学士院会員
- 1955年（昭和30年） 邑久町名誉町民（現在は瀬戸内市名誉市民[1]）
- 1960年（昭和35年） 和歌山県立医科大学退官、和歌山医科大学名誉教授、和歌山市名誉市民[2]
- 1961年（昭和36年） 文化功労者顕彰
- 1963年（昭和38年） 日本医師会最高優功章
- 1964年（昭和39年） 勲二等旭日重光章
- 1968年（昭和43年）5月30日 永眠（89歳）、叙正三位